# 正義之軍
正义之军（波斯語：‎）是活动于伊朗锡斯坦－俾路支斯坦省的一个逊尼派恐怖组织，曾对伊朗的平民及军事人员发动过多起袭击。
该组织的前身是同样活动在俾路支斯坦的逊尼派军事组织真主旅。在真主旅因为其领导人阿卜杜马利克·里吉于2010年被捕并处决而衰落之后，其部分成员建立了正义之军。该组织在2013年10月首次发动有规模的恐怖袭击，杀死了14名伊朗边防警卫人员。
伊朗、美國及日本已经指定其为恐怖组织。中国、俄罗斯、塔吉克斯坦、土库曼斯坦、乌兹别克斯坦和印度等国也宣称要打击其恐怖活动。

## 相关事件
2017年4月26日，正义之军宣称在伊巴边境地区的一次伏击行动中造成伊朗边防警卫部队9人死亡，2人受伤。
2018年10月16日，正义之军在临近巴基斯坦的边境城镇米尔贾韦绑架12名伊朗边防警卫人员。
2019年2月13日，一架载有伊斯兰革命卫队成员的巴士在在接近伊巴边境的哈什 - 扎黑丹小路上行驶时遭遇自杀式炸弹袭击，造成至少27名伊斯兰革命卫队成员丧生，另外13名卫队成员受伤。
2024年1月16日，伊朗伊斯兰革命卫队空袭了位于巴基斯坦俾路支省旁吉古尔县的正义之军，巴基斯坦空军空袭了伊朗东部包括萨拉万在内的7个地点，伊巴外交关系一度紧张，1月19日，双方宣布恢复正常外交关系符合两国利益，双方外长互通电话，一致同意缓和近期局势。